# Joe Manchin
Joseph Manchin III (Farmington, Virginia Occidental, 24 de agosto de 1947) es un político y hombre de negocios estadounidense afiliado al Partido Demócrata que se desempeñó como senador de los Estados Unidos por Virginia Occidental de 2010 a 2025, anteriormente fue gobernador de Virginia Occidental (2005-2010).
Fue senador por el estado desde las elecciones especiales de 2010, que fueron convocadas tras el deceso del senador Robert Byrd. Fue elegido para un mandato completo en 2012 y reelegido en 2018.

## Biografía
Joe Manchin construyó parte de su fortuna como comerciante de carbón al frente de Enersystem, empresa que fundó en 1989.
Traspasó la dirección del grupo a su hijo cuando entró en política, pero sigue teniendo acciones por valor de más de un millón de dólares en 2021. A lo largo de su carrera política, se ha dedicado a defender los intereses de las industrias de combustibles fósiles.

## Posiciones políticas
Joe Manchin es liberal en lo económico y conservador en lo social. Se opone al aborto y al matrimonio entre personas del mismo sexo.
Bajo la presidencia de Joe Biden, se opuso a la introducción de un impuesto a los ultra-ricos y al aumento del impuesto de sociedades. También luchó contra una propuesta para ampliar los permisos de maternidad y paternidad y consiguió forzar al gobierno a reducir el nivel de las prestaciones por desempleo. Fue decisivo para impedir la aprobación del plan Build Back Better, que incluía importantes planes de inversión, obligando a Joe Bien, con otros demócratas conservadores, a reducir su financiación a la mitad para que pudiera ser aprobado por el Senado.
Durante su mandato como gobernador, se opuso a las políticas medioambientales y de la Agencia Federal de Protección Medioambiental (incluso contra las regulaciones sobre la minería de extracción de la cima de las montañas). Se ha comprometido a oponerse a las restricciones a las emisiones de gases de efecto invernadero, a la creación de un régimen de comercio de emisiones y a la introducción de un impuesto sobre el carbono.
En 2017, celebró la decisión de Donald Trump de retirarse del acuerdo climático de París. Tres años después, cuestionó la decisión de Joe Biden de volver a firmar el acuerdo. También criticó al presidente demócrata por su decisión de detener el oleoducto Keystone. En 2021, contribuyó a impedir la adopción de un programa para reducir las emisiones de gases de efecto invernadero.''Es el senador que más fondos de campaña ha recibido de la industria del petróleo y el gas.
Al igual que Joe Biden, es: demócrata centrista, católico, nacido en los años cuarenta, y formado en los años de la bonanza posteriores al New Deal y la Segunda Guerra Mundial.